# ليل السفينة
ليل السفينة هو مسلسل تلفزيوني عراقي عرض في عام 1994.

## الممثلون
- عبير فريد
- فريال كريم
- وفاء حسين